# Henri Peteri

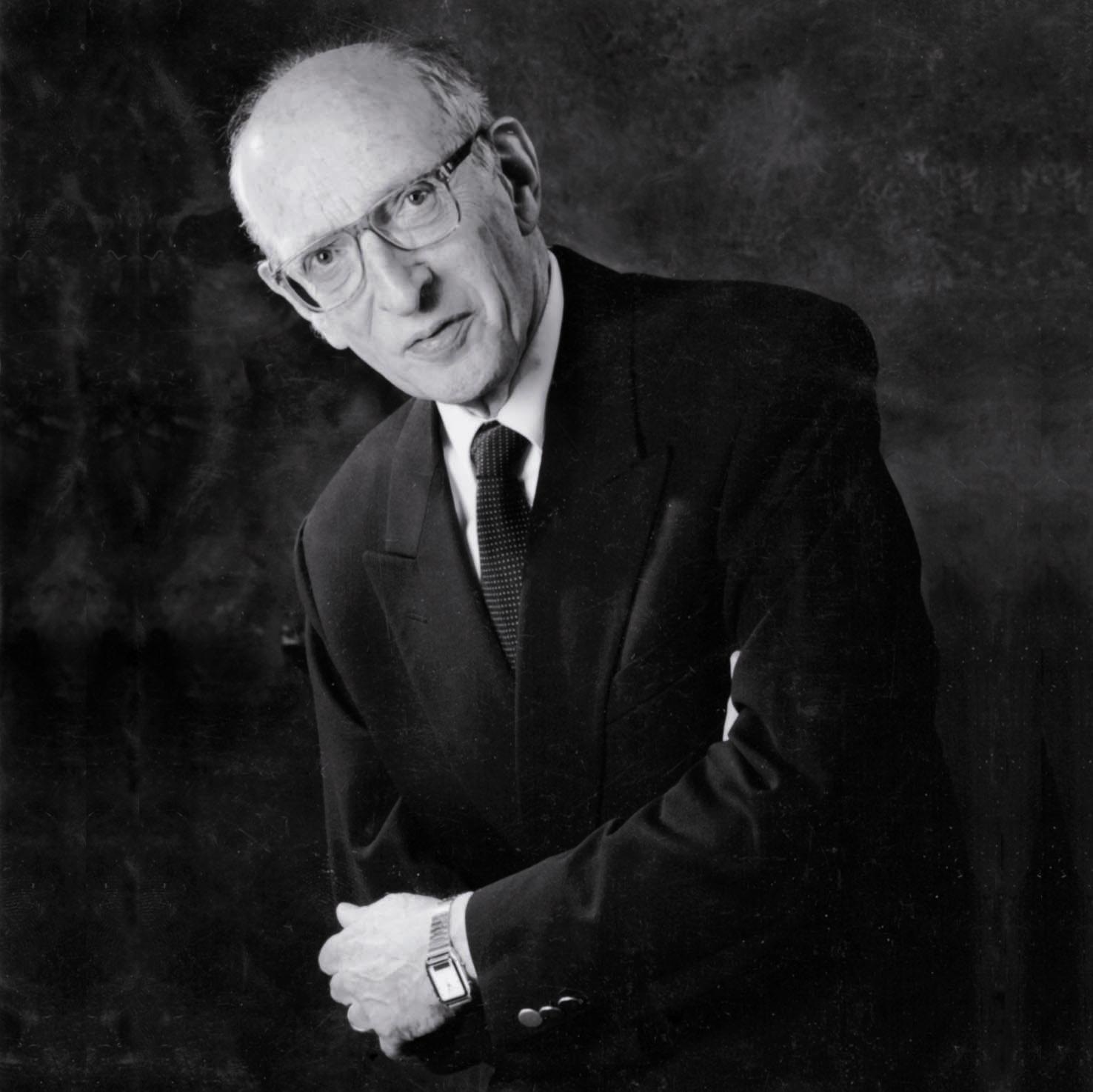
Henri Peteri

Ir. Henri Bernard "Han" Peteri (Rotterdam, 7 mei 1918 – Rotterdam, 29 oktober 2007) was een Nederlandse Engelandvaarder, natuurkundige en uitvinder.

## Militair

### Engelandvaart
Peteri studeerde aan de Technische Hogeschool Delft toen de Tweede Wereldoorlog uitbrak. Als soldaat van de TH-compagnie vocht hij tegen de Duitse luchtlandingstroepen, waarvoor hij met een Bronzen Kruis gedecoreerd werd. In 1941 vatte hij het plan op om naar Engeland te vluchten om een bijdrage aan de strijd tegen de Duitsers te leveren.
Toen zich in de nazomer een geschikt moment voordeed stak hij met zijn broer Willem Peteri in een opvouwbare tweepersoonskano vanuit Katwijk de Noordzee over. Na 56 uur bereikten zij op 21 september 1941 de Engelse kust bij Sizewell in Suffolk.

### Marine
Het grootste deel van de oorlog voer Peteri op Hr. Ms. Jacob van Heemskerck.

### Monument Engelandvaarders

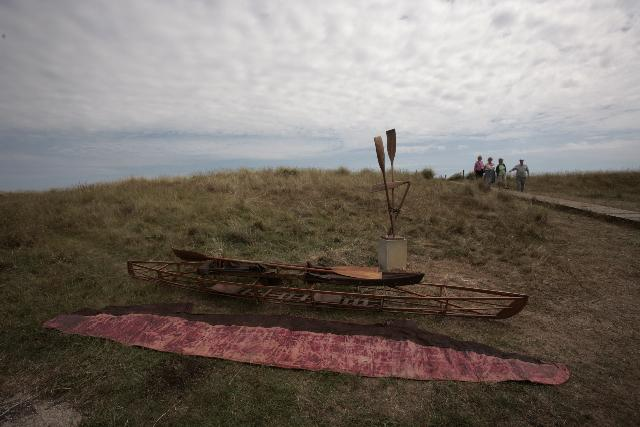
Monument aan de kust bij Sizewell, Suffolk, Verenigd Koninkrijk

Peteri nam het initiatief tot het oprichten van een monument op de plaats van hun landing in 1941. Het monument bestaat uit drie bronzen peddels waarvan er eentje 'geknakt' is. De peddels, die afgietsels zijn van de originele, symboliseren aldus zowel geslaagde als mislukte pogingen. Op het monument staat ook een tekst waarmee degenen die succesvol waren en zij die het niet gehaald hebben herdacht worden. Peteri overleed in 2007 waardoor hij de onthulling niet meer kon meemaken, zijn echtgenote Betty Peteri-Peet en zoon Niels hebben het monument alsnog onthuld op 22 juni 2009 (Engelse Armed Forces Day).
Het monument is geschonken door het bedrijf dat Henri Peteri na de oorlog heeft opgericht.
Op een van de peddels van het monument staat de volgende tekst:
In memory of the thirty-two young Dutchmen 

who tried to escape to England by kayak

during World War II to join the Allied Forces. 

Eight of them reached the English coast.

The last living survivor dedicated this memorial

to his brothers in arms who were less fortunate

he reached England - and freedom - 

on this beach on 21 september 1941.

## Burger
Peteri werkte als natuurkundige bij Unilever en was in de jaren 70 betrokken bij de ontwikkeling van instant-soep. Hij ontwikkelde voor eigen rekening een kokendwaterkraan en kreeg daarop in 1978 octrooi. In 1987 startte hij met twee zoons Quooker dat deze kranen op de markt brengt.